# پیتر بائومگارتنر
پیتر بائومگارتنر (انگلیسی: Peter Baumgartner؛ ۱۴ فوریه ۱۹۳۹ – ۲۳ اوت ۲۰۲۱) فیلم‌بردار اهل سوئیس بود. وی برادرزادهٔ والتر بائومگارتنر بود و همکاری نزدیکی با کارگردان سوئیسی اروین س. دیتریش داشت.
از فیلم‌هایی که وی در آن‌ها نقش داشته‌است، می‌توان به جک قاتل، نامه‌های عاشقانه یک راهبه پرتغالی و اسم رمز: غازهای وحشی اشاره نمود.